# Utilsigtet hændelse
En utilsigtet hændelse (UTH) er et fagterm, der især bruges indenfor sundhedsvæsenet. Begrebet er en fejl eller hændelse, der forekommer under en patients ophold på eksempelvis et hospital eller andre steder i sundhedsvæsenet. Den utilsigtede hændelse er altså en fejl, der ikke har noget at gøre med patientens oprindelige sygdom.
Fejlen er en utilsigtet hændelse, når den har forvoldt skade eller kunne have forvoldt skade. 
Utilsigtede hændelser har stort fokus indenfor patientsikkerheden. 13% oplever nemlig fejl i forbindelse med deres ophold på et sygehus. Derfor er der stort fokus på at mindske disse hændelser. Projektet Patientsikkert Sygehuser et eksempel på dette.